# زقوم هندي
الزَّقُّومُ الهِنْدِيُّ أو الجَوْلَقُ أو الغَوْلَقُ (الاسم العلمي: Euphorbia antiquorum) هو نوع نبات ينتمي إلى جنس الفربيون من الفصيلة اليَتُّوعِيَّة.